# Abdollah Mojtabavi
Sayed Abdollah Mojtabavi (persisch عبدالله مجتبوی, * 4. Januar 1925 in Teheran; † 13. Januar 2012) war ein iranischer Ringer.

## Leben und Karriere
Abdollah Mojtabavi trat im Freistil an und gewann bei den Europameisterschaften 1949 in Istanbul Silber in der Gewichtsklasse bis 67 kg. Bei den Ringer-Weltmeisterschaften 1951 gewann er Bronze im Weltergewicht bis 73 kg. In derselben Gewichtsklasse holte er bei den Olympischen Sommerspielen 1952 in Helsinki hinter Per Berlin (Schweden) und Bill Smith (USA) ebenfalls die Bronzemedaille.
Abdollah Mojtabavi starb am 13. Januar 2012 im Alter von 87 Jahren.

## Auszeichnungen
- 1949 Silbermedaille Ringer-Europameisterschaften 1949 in Istanbul
- 1951 Bronzemedaille Ringer-Weltmeisterschaften 1951 in Helsinki
- 1952 Bronzemedaille Olympische Sommerspiele 1952 in Helsinki